# مورچه‌مرغ گلوسفید
مورچه‌مرغ گلوسفید (نام علمی: Gymnopithys salvini) نام یک گونه از تیره مورچه‌مرغ است.